# Diadegma narcyiae
Diadegma narcyiae är en stekelart som beskrevs av Horstmann 2008. Diadegma narcyiae ingår i släktet Diadegma och familjen brokparasitsteklar. Inga underarter finns listade i Catalogue of Life.